# Mercurius Aulicus

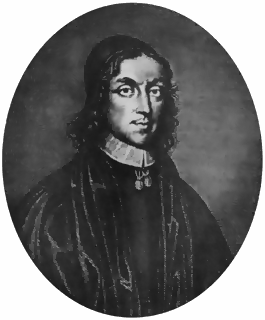
Peter Heylin, um dos escritores por detrás do Mercurius Aulicus.

O Mercurius Aulicus foi um dos "mais importantes jornais" da Inglaterra, famoso durante a Guerra civil inglesa pelo seu papel na propaganda real.

## Criação
O jornal Mercurius Aulicus surgiu durante a Guerra civil inglesa por uma sugestão de George Digby, um conselheiro do Rei Carlos I de Inglaterra. O conselheiro afirmava a necessidade de promover os pontos de vista da realeza em Londres. O resultado foi a publicação do jornal em janeiro de 1643.